# جامعة سومي الحكومية التربوية
جامعة سومي الحكومية التربوية مؤسسة تعليم عالي أوكرانية، (بالأوكرانية: Сумський державний педагогічний університет) هي جامعة تقع في سومي أوبلاست، أوكرانيا. أُسِّسَت هذه الجامعة في سنة 1924